# Miss France

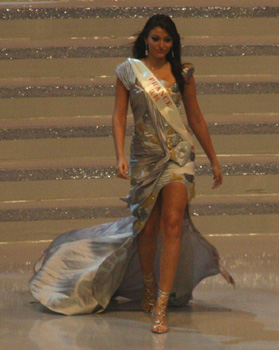
Miss France

Miss France este un concurs de frumusețe care are loc din anul 1920, cu excepția războiului mondial, aproape anual în Franța. Candidatele vor acumula puncte nu numai de la un juriu, ci și de la publicul care vizionează transmisia tv. Concursul a fost inițiat de jurnalistul francez Maurice de Waleffe (1874-1946), întemeietorul publicației Paris Midi. Succesul concursului de desemnare a celei mai frumoase femei din Franța a fost enorm. Numărul participantelor tinere care au trimis fotografii se cifra la 1700. Dintre acestea au fost alesse 49 de candidate, care au apărut în fața unui juriu, toate acestea fiind transpuse pe ecran, filmele fiind difuzate în toată țara. Publicul spectator primea împreună cu biletul de intrare și un bilet cu care putea să aleagă candidata preferată. Alegerile durau 7 săptămâni, câștigătoarea concursului a fost Agnès Souret, care avea 17 ani. Poza trimisă de ea, prezenta candidata la prima confirmare, poză cu care a obținut o majoritate clară de 198.000 de voturi. După acest succes Agnès Souret, devine dnsatoare de Revue, și moare în anul 1929, într-un turneu din Argentina. Mama ei a adus cadavrul dansatoarei, care va fi îngropat în locul ei de baștină, Espelette, lângă Biarritz.

## Câștigătoarele concursului
| Anul    | Miss France                                | Regiunea                      |
| ------- | ------------------------------------------ | ----------------------------- |
| 1920    | Agnès Souret                               | Basses-Pyrénées / Pays Basque |
| 1921    | Pauline Pô                                 | Corsica                       |
| 1922    | ?                                          |                               |
| 1923    | ?                                          |                               |
| 1924    | ?                                          |                               |
| 1925    | ?                                          |                               |
| 1926    | Roberte Cusey                              | Jura                          |
| 1927    | Raymonde Allain                            | Bretania                      |
| 1928    | Germaine Laborde                           | Gascogne                      |
| 1929    | Madeleine Mourgues                         | Languedoc-Roussillon          |
| 1930    | Yvette Labrousse                           | Lyon                          |
| 1931    | Jeanne Juilla                              | Gascogne                      |
| 1932    | Lucienne Ahmias [Nahmias]                  | Paris                         |
| 1933    | Lyne de Souza (Emilienne Quesson de Souza) | Côte d'Azur                   |
| 1934    | Simone Barillier                           | Paris                         |
| 1935    | Elisabeth Pitz                             | Saar                          |
| 1935    | Gisèle Preville                            | Paris                         |
| 1936    | Lynne Lassal                               | Picardie                      |
| 1937    | ?                                          |                               |
| 1938    | Annie Garrigues                            | Pyrénées Orientales           |
| 1939    | Ginette Catriens                           | Paris                         |
| 1940    | Joséphine Ladwig                           | Elsass                        |
| 1941-46 | n-a avut loc                               | n-a avut loc                  |
| 1947    | Yvonne Viseux                              | Côte d'Azur                   |
| 1948    | Jacqueline Donny                           | Paris                         |
| 1949    | Juliette Figueras                          | Paris                         |
| 1950    | Maryse Delort                              | "Miss Automobile"             |
| 1951    | Nicole Drouin                              | Saint-Tropez                  |
| 1952    | Josiane Pouy                               | Gascogne                      |
| 1953    | Sylviane Carpentier                        | Picardie                      |
| 1954    | Irène Tunq                                 | Lyon                          |
| 1955    | Véronique Zuber                            | Paris                         |
| 1956    | Maryse Fabre                               | Côte d'Azur                   |
| 1956    | Gisèle Charbit                             | Maroc                         |
| 1957    | Sylvie Numez                               | Saint-Étienne                 |
| 1958    | Monique Negler                             | Normandie                     |
| 1959    | Monique Chiron                             | Poitou                        |
| 1960    | Brigitte Barazer                           | Côte d'Émeraude               |
| 1961    | Luce Auger                                 | ?                             |
| 1961    | Michèle Wargnier                           | Bretania                      |
| 1962    | Monique Lemaire                            | Côte d'Émeraude               |
| 1963    | Muguette Fabris                            | Île de France                 |
| 1964    | Jacqueline Gayraud                         | Vendée                        |
| 1965    | Christiane Sibellin                        | Lyon                          |
| 1966    | Michèle Boule                              | Cannes                        |
| 1966    | Monique Boucher                            | Poitou-Charentes              |
| 1967    | Jeanne Beck                                | Normandie                     |
| 1968    | Christiane Lillio                          | Saint-Étienne                 |
| 1969    | Suzanne Angly                              | Elsass                        |
| 1970    | Micheline Beaurain                         | Paris                         |
| 1971    | Myriam Stocco                              | Languedoc-Roussillon          |
| 1972    | Chantal Bouvier de Lamotte                 | Paris                         |
| 1972    | Claudine Cassereau                         | Poitou                        |
| 1973    | Isabelle Krumacker                         | Lothringen (Lotharingia)      |
| 1974    | Edna Tepava                                | Tahiti                        |
| 1975    | Sophie Perin                               | Lothringen                    |
| 1976    | Monique Uldaric                            | Réunion                       |
| 1977    | Véronique Fagot                            | Poitou                        |
| 1978    | Pascale Taurua                             | Nouvelle-Calédonie            |
| 1978    | Kelly Hoarau                               | Réunion                       |
| 1978    | Brigitte Konjovic                          | Paris                         |
| 1979    | Sylvie Parera                              | Marseille                     |
| 1980    | Thilda Fuller                              | Tahiti                        |
| 1980    | Patricia Barzyk                            | Jura                          |
| 1981    | Isabelle Benard                            | Normandie                     |
| 1982    | Sabrina Belleval                           | Côte d'Azur                   |
| 1983    | Isabelle Turpault                          | Paris                         |
| 1983    | Frédérique Leroy                           | Bordeaux                      |
| 1984    | Martine Robine                             | Normandie                     |
| 1985    | Suzanne Iskandar                           | Elsass                        |
| 1986    | Valérie Pascale                            | Paris                         |
| 1987    | Nathalie Marquay                           | Elsass                        |
| 1988    | Sylvie Bertin                              | Bresse-Bugey                  |
| 1988    | Claudia Frittolini                         | Elsass                        |
| 1989    | Peggy Zlotkowski                           | Aquitania                     |
| 1990    | Gaëlle Voiry                               | Aquitania                     |
| 1991    | Mareva Georges                             | Tahiti                        |
| 1992    | Linda Hardy                                | Pays de la Loire              |
| 1993    | Véronique de la Cruz                       | Guadeloupe                    |
| 1994    | Valerie Claisse                            | Pays de la Loire              |
| 1995    | Melody Vilbert                             | Aquitania                     |
| 1996    | Laure Belleville                           | Pays de Savoie                |
| 1997    | Patricia Spehar                            | Paris                         |
| 1998    | Sophie Thalmann                            | Lothringen                    |
| 1999    | Mareva Galanter                            | Tahiti                        |
| 2000    | Sonia Rolland                              | Bourgogne                     |
| 2001    | Élodie Gossuin                             | Picardie                      |
| 2002    | Sylvie Tellier                             | Lyon                          |
| 2003    | Corinne Coman                              | Guadeloupe                    |
| 2004    | Lætitia Bléger                             | Elsass                        |
| 2004    | Lucie Degletagne                           | Bourgogne                     |
| 2005    | Cindy Fabre                                | Normandie                     |
| 2006    | Alexandra Rosenfeld                        | Languedoc                     |
| 2007    | Rachel Legrain-Trapani                     | Picardie                      |
| 2008    | Valérie Bègue                              | Réunion                       |
| 2009    | Chloé Mortaud                              | Albigeois Midi-Pyrénées       |
| 2010    | Malika Ménard                              | Normandie                     |
| 2011    | Laury Thilleman                            | Bretagne                      |
| 2012    | Delphine Wespiser                          | Alsace                        |
| 2013    | Marine Lorphelin                           | Bourgogne                     |
| 2014    | Flora Coquerel                             | Orleans                       |
| 2015    | Camille Cerf                               | Nord-Pas-de-Calais            |
| 2016    | Iris Mittenaere                            | Nord-Pas-de-Calais            |
| 2017    | Alicia Aylies                              | Guyane                        |
| 2018    | Maëva Coucke                               | Nord-Pas-de-Calais            |
| 2019    | Vaimalama Chaves                           | Tahiti                        |